# Adam Orlik
Adam Orlik (ur. 8 stycznia 1902 w Kozłówce, powiat nowogródzki; zm. wiosną 1940 w Katyniu) – nauczyciel, podporucznik rezerwy piechoty Wojska Polskiego, ofiara zbrodni katyńskiej.

## Życiorys

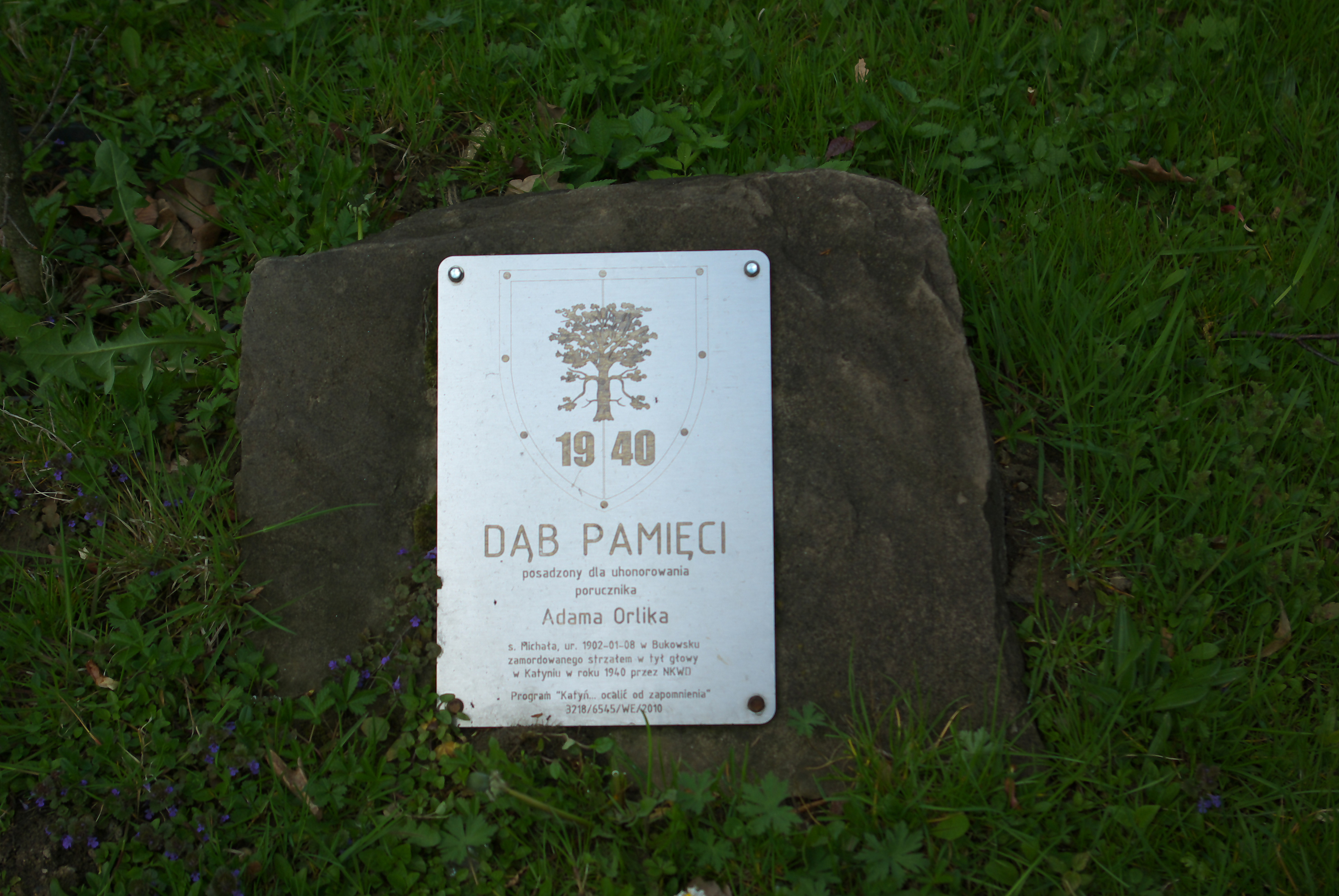
Kamień pamiątkowy przy Dębie Pamięci honorującym Adama Orlika w Pisarowcach

Urodził się jako syn Michała i Anny. Brał udział w wojnie polsko-bolszewickiej w 1920, walczył w szeregach 23 pułku piechoty i 22 pułku piechoty.
Ukończył Wyższy Kurs Nauczycielski w Wilnie i Szkołę Podchorążych Rezerwy Piechoty w 1929. Został awansowany do stopnia podporucznika w korpusie oficerów piechoty ze starszeństwem z dniem 1 września 1929 (lok. 724). Został przydzielony do 78 pułku piechoty w garnizonie Baranowicze. Zawodowo pracował jako nauczyciel i kierownik szkoły powszechnej w Niechniewiczach w rodzinnym powiecie nowogródzkim.
Jego żoną była Janina, z domu Małek, pochodząca z Zarszyna, która pracowała w szkole w Niechniewiczach jako nauczycielka. Mieli dwoje dzieci.
Po wybuchu II wojny światowej, kampanii wrześniowej i agresji ZSRR na Polskę z 17 września 1939 został aresztowany przez Sowietów. Był przetrzymywany w obozie w Kozielsku. Na wiosnę 1940 został zabrany do Katynia i rozstrzelany przez funkcjonariuszy Obwodowego Zarządu NKWD w Smoleńsku oraz pracowników NKWD przybyłych z Moskwy na mocy decyzji Biura Politycznego KC WKP(b) z 5 marca 1940, gdzie został pochowany na terenie obecnego Polskiego Cmentarza Wojennego w Katyniu.
Żona Adama Orlika z dwójką ich dzieci podczas wojny została deportowana do Kazachstanu i przebywała w Prieobrażance, skąd powróciła do Polski po wojnie.

## Upamiętnienie
W 2007 pośmiertnie został awansowany do stopnia porucznika.
10 września 2010, w ramach akcji „Katyń... pamiętamy” / „Katyń... Ocalić od zapomnienia” przy Szkole Podstawowej im. Marii Konopnickiej w Pisarowcach (mieszczącej się w tamtejszym byłym dworze) niedaleko Zarszyna został zasadzony Dąb Pamięci poświęcony Adamowi Orlikowi.